# Nobuhiro Maeda
Nobuhiro Maeda (前田 信弘 Maeda Nobuhiro?), född 3 juni 1973 i Kagawa prefektur, är en japansk före detta fotbollsspelare.
Maeda började sin karriär 1996 i Verdy Kawasaki. 1998 flyttade han till Vissel Kobe. Han spelade 32 ligamatcher för klubben. Efter Vissel Kobe spelade han för Shimizu S-Pulse, Albirex Niigata och Albirex Niigata Singapore. Han avslutade karriären 2004.